# Ipoh
Ipoh je město v Malajsii. Je hlavním městem státu Perak a nachází se na řece Kinta asi 200 kilometrů severně od Kuala Lumpuru. Žije v něm 657 892 obyvatel (rok 2010) a je třetím největším městem v zemi. Okolo 70 % obyvatel města tvoří Číňané. Město bylo pojmenováno podle místního názvu stromu ančaru.
Rozvoj města je spojen s nálezem bohatých ložisek cínové rudy koncem 19. století, v období těžařské konjunktury získal Ipoh přezdívku „Město milionářů“. Město se stává cílem turistů díky historické architektuře, svérázné kuchyni a velkému rekreačnímu parku Gunung Lang. V okolí se nachází lokalita neolitických skalních maleb Gua Tambun, ostrov Pangkor, vápencové jeskyně s buddhistickými chrámy a pohoří Cameron Highlands, v jehož pralesích žije serau velký a další vzácní živočichové, zachovaly se zde také vesnice přírodních lidí Orang Asli.
V Ipohu se narodila herečka Michelle Yeoh.